# Beau Willimon

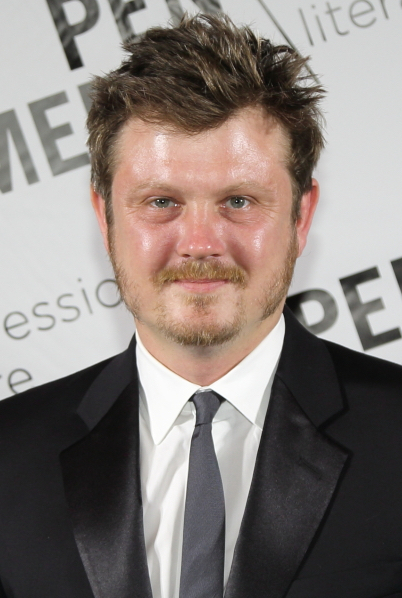
Beau Willimon (2015)

Pack Beauregard Willimon (bekannt als Beau Willimon, * 26. Oktober 1977 in Alexandria, Virginia) ist ein US-amerikanischer Film- und Fernsehproduzent und Drehbuchautor. Bekannt wurde er als Showrunner der ersten vier Staffeln der Serie House of Cards.

## Leben und Werk
Im Jahr 2000 arbeitete er an Hillary Clintons Kampagne zur Bewerbung als New Yorker Senatorin mit.
Im Jahr 2011 wirkte er als Autor und Co-Produzent am Kinofilm The Ides of March – Tage des Verrats mit, welcher eine Filmadaption des von ihm geschriebenen Theaterstücks Farragut North ist. Bei der Oscarverleihung 2012 wurde der Film in der Kategorie Bestes adaptiertes Drehbuch nominiert.
Seit 2012 war Willimon bis 2016 als Showrunner maßgeblich an der Produktion der Fernsehserie House of Cards beteiligt, die eine US-amerikanische Adaption der BBC-Serie Ein Kartenhaus darstellt. Die globale Erstausstrahlung der ersten Staffel erfolgte am 1. Februar 2013 auf Netflix. Er verließ die Serie nach der vierten Staffel. Es wurden noch zwei Staffeln produziert, die Serie endete 2018. Für die Star-Wars-Realserie Andor schrieb er gemeinsam mit Stephen Schiff, sowie Dan und Tony Gilroy am Drehbuch der Serie.

## Filmografie

### Fernsehen
- 2013–2016: House of Cards (Fernsehserie; Schöpfer, Autor, ausführender Produzent)
- seit 2022: Andor (Fernsehserie; Autor)

### Kinofilme
- 2011: The Ides of March – Tage des Verrats (The Ides of March; Autor, Co-Produzent)
- 2013: A Master Builder (ausführender Produzent)
- 2018: Maria Stuart, Königin von Schottland (Mary Queen of Scots)

### Theaterstücke
- 2008: Farragut North
- 2008: Lower Ninth
- 2008: Zusammenbruch
- 2010: Spirit Control
- 2013: The Parisian Woman
- 2014: Breathing Time